# En busca del paraíso (1982)
En busca del Paraíso é uma telenovela mexicana produzida por Ernesto Alonso para a Televisa e exibida pelo El Canal de las Estrellas entre 17 de novembro de 1982 e 2 de setembro de 1983.
Foi protagonizada por Maricruz Olivier e Juan Luis Galiardo e antagonizada por Nubia Martí e Susana Alexander.

## Sinopse
A novela é sobre as aventuras de Patrícia, uma solitária dona de uma academia de artes dramáticas, que se casa com um homem que não ama por despeito e que sofre as maldades dos piores de seus alunos.

## Elenco
- Maricruz Olivier - Patricia Dumont
- Juan Luis Galiardo - Gustavo
- Victoria Ruffo - Grisel
- David Reynoso - Antonio
- Miguel Ángel Ferriz - Alberto
- Carlos Bracho - José Luis
- Yolanda Ciani - Rosaura
- Susana Alexander - Sofía
- Laura Flores - Yolanda
- Lili Garza - Josefina
- Usi Velasco
- Nubia Martí - Jessica
- Agustín Sauret - Enrique
- Anita Blanch - Pachita (#1)
- Lucha Altamirano - Pachita (#2)
- Amparo Arozamena - Hortensia
- Francisco Avendaño - Carlos
- Abraham Méndez - Rafael
- Martha de Castro - Elisa
- Vicky de la Piedra - Violeta

## Produção
Foi a última telenovela da atriz Maricruz Olivier, que viria a falecer em outubro de 1984.